# デクラン・ヒル

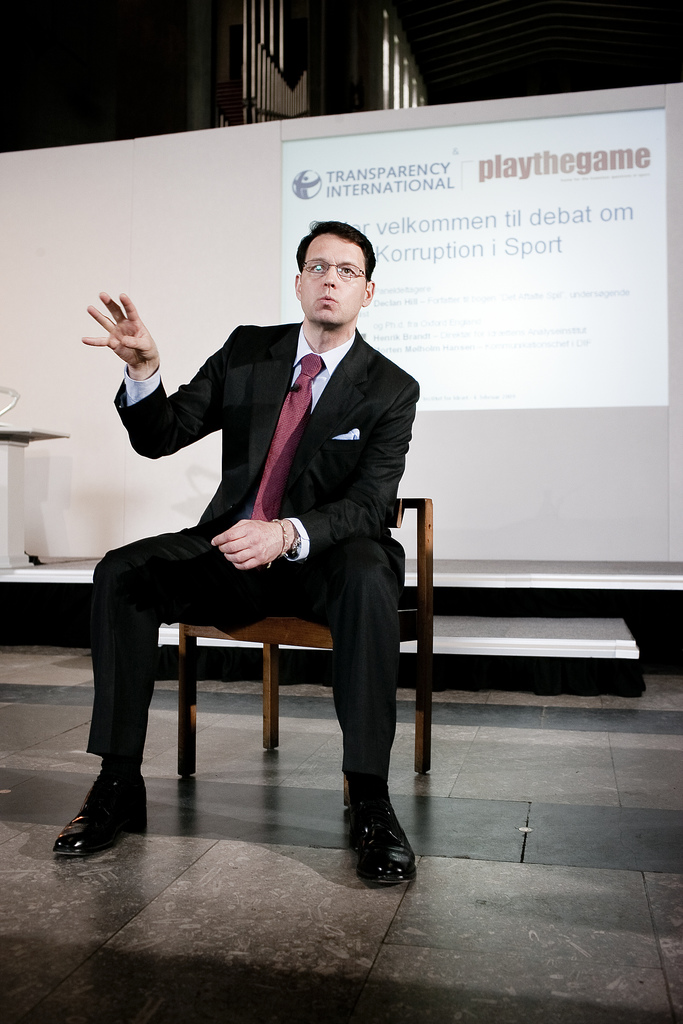

デクラン・ヒル（Declan Hill）は、カナダのジャーナリスト、学者、コンサルタント。国際スポーツの八百長と汚職の研究における世界の第一人者 。2008年にチーブニング奨学生としてオックスフォード大学（社会学）で博士号を取得している。
ヒルの著書『The Fix（原題）』は世界21言語に翻訳されている（日本語版は講談社からジャーナリストの山田敏弘による翻訳で『黒いワールドカップ』として出版）。UEFAチャンピオンズリーグやFIFAワールドカップといった最もハイレベルな大会を含むプロサッカー界で、賭博市場や八百長による新たな脅威が世界規模で広がっていることを初めて示した。同著では、実際に世界を股にかけて八百長を仕組むアジアの八百長組織にも取材している。
また多くの学術論文も執筆しており、国際プロジェクトのグローバル・インテグリティのリビュアーも務め、[13]　ロシア・マフィアがプロ・アイスホッケーに与える影響を調査した。2011年には、世界的スポーツ組織であるスポーツアコードによって世界で初めて行われた反汚職教育のオンライン授業で教鞭をとった。このコースは後にインターポールでも採用された。
2013年には2冊目となる『The Insider's Guide to Match Fixing in Football（原題）』が出版され、すぐに日本でもカンゼンから日本語版『あなたの見ている多くの試合に台本が存在する』として出版された。同著はヒルの博士論文がベースになっている。

## 人物・エピソード
ヒルはカナダ国立演劇学校、トロント大学、オックスフォード大学を卒業している。
熱心なアマチュアボクサーであり、趣味や競技としてキューバを訪れたボクシングのグループを引率したこともある。2012年3月31日には、オタワ市のガン地域基金をサポートする目的でチャリティマッチに出場、勝利している。